# Гасанов, Кямал Илтифат оглы
Кямал Илтифат оглы Гасанов (азерб. Kamal İltifat oğlu Həsənov; род. 2 октября 1957, Джебраил) — глава Исполнительной власти Джебраильского района.

## Биография
Родился 2 октября 1957 года в г. Джебраил. 
В 1978 году окончил Азербайджанский народнохозяйственный институт по специальности «экономист».
С 1978 года работал экономистом подвижного механизированного отряда №6 треста «АзерСвязьСтрой».
В 1978-1980 г.г. проходил военную службу.
С 1980 по 1981 год работал ревизором-бухгалтером Аграрного производственного объединения Джебраильского района.
С 1981 по 1989 год работал инструктором, начальником отдела Джебраильского районного комитета ЛКСМ Азербайджана.
С 1989 по 1991 год являлся начальником социально-правового отдела исполнительного комитета Совета народных депутатов Джебраильского района.
С 1991 по 1993 год являлся старшим советником аппарата главы исполнительной власти Джебраильского района.
С 1993 по 1996 год — заместитель председателя правления, председателем правления банка «Çinar».
С 1996 года по 18 апреля 2016 года являлся главным ревизором, начальником отдела Центрального банка Азербайджана.
Глава Исполнительной власти Джебраильского района (с 18 апреля 2016).